# Fabius Mela
Fabius Mela (bei den Klassikern häufig nur Mela genannt) war ein Jurist der römischen Kaiserzeit. Gewirkt hatte er in der Zeit von Augustus und dessen Nachfolger Tiberius. Allein Ulpian ist es über die Kompilation der Digesten zu verdanken, dass heute Aufmerksamkeit für Mela besteht, denn nur er erwähnte ihn in seinen Schriftzeugnissen. Mangels Kenntnis seiner Lebensdaten, rekonstruieren Wissenschaft und Forschung über Hinweise in späteren Werken, dass Mela in der Zeit Labeos tätig gewesen sein muss. Auch besteht die Vermutung, Mela könne familiär auf den Geographen Pomponius Mela zurückgehen, Mela könnte somit Spanier gewesen sein.
Mela findet häufig in Zitatfragmenten der Digesten Erwähnung, ebenso in den libri ad edictum – alle zurückgehend auf Ulpian. Er selbst soll zwar mindestens zehn Bücher verfasst haben, darunter in mehreren Büchern zum prätorischen Edikt. Titel sind aber keine überliefert. Lediglich über Ulpian kann es auch möglich sein, dass juristische Autoren wie Proculus (die Rechtsschule der Sabinianer und Prokulianer bestand noch nicht), Pomponius, Africanus und Venuleius Mela indirekt verwertet haben. Über den direkten Zugang zu Melas Schriften besteht keinerlei schriftlicher Nachweis.